# Manfred Hochmeister
Manfred Hochmeister (* 22. August 1957 in Wien) ist ein österreichischer Mediziner (Facharzt für Pathologie, Facharzt für Gerichtliche Medizin) und Hochschullehrer.

## Biografie

### Ausbildung
Manfred Hochmeister schloss das Studium der Medizin an der Universität Wien 1981 mit der Promotion zum Dr. med. univ. ab. 1981 wurde er Assistent am Pathologischen Institut Krems a.d. Donau und arbeitete von 1981 bis 1988 als Universitätsassistent am Institut für Pathologische Anatomie der Universität Wien. In diesen Jahren leitete er den Sektionssaal des Allgemeinen Krankenhauses (Univ. Prof. Dr. J.H. Holzner) und baute eine makropathologische Fotosammlung für die studentische Lehre auf. Darüber hinaus hielt er makro- und histopathologische Kurse ab und veröffentlichte zwei Lehrbücher für Studierende. 1987 erhielt er den Facharzt-Titel für pathologische Anatomie. Studienaufenthalte führten ihn an das Institut für Rechtsmedizin in Hamburg und Freiburg im Breisgau.

### Berufliche Laufbahn
Ab 1988 war Hochmeister Assistent am Institut für Gerichtliche Medizin der Universität Basel, Schweiz (Leitung: Univ.Prof. Dr. Richard Dirnhofer)
In den Jahren 1988–1991 baute er die neue Abteilung „Forensische DNA-Analytik“ in Basel auf. In dieser Zeit nahm er auch an einer Ausbildung am Forensic Science and Research Center der FBI-Academy Quantico, USA, teil. Er war dort der erste europäische Teilnehmer (Head DNA-Unit. Dr. Bruce Budowle). Daneben hatte er Studienaufenthalte am Texas College of Osteopathic Medicine, USA, an der Crime Scene Unit New York (Tatortbesichtigungen und Befunderhebung) sowie am Miami Dada Police Training Center mit den Schwerpunkten „Exhumation of Human Remains“, „Blood Stain Pattern Analysis“, „Fingerprint Workshop“ und „Forensic Photography“. 1991 bis 2001 war er Oberarzt und Leiter der Abteilung „Forensische DNA-Analytik“ am Institut für Rechtsmedizin der Universität Bern.
1995 habilitierte sich Hochmeister mit seiner Arbeit Praxis und Bedeutung der DNA-Technologie in den forensischen Wissenschaften. 2001 erfolgte die Ernennung zum Universitätsprofessor für Gerichtliche Medizin an der Universität Wien. In den Jahren 2001 bis 2004 baute er das DNA-Zentrallabor Wien auf und hatte dessen Leitung inne. Im April 2004 erfolgte die Akkreditierung des DNA-Zentrallabors Wien.
Ab Jänner 2004 übernahm Hochmeister die Leitung des Departements für Gerichtsmedizin. Nach eigenem Bericht sei Hochmeister dort auf „katastrophale Zustände und massive Widerstände“ getroffen. In den Jahren zuvor war das Departement von erheblichen Missständen und finanziellen Unregelmäßigkeiten erschüttert worden und war Gegenstand zweier Rechnungshof-Prüfungen. Nach kurzer Zeit wurde er nach einer anonymen Anzeige die Verwaltung einer Industriespende betreffend als Leiter der Organisationseinheit wieder abgesetzt. Dies wurde aufrechterhalten, auch nachdem der Untreueverdacht komplett ausgeräumt worden war. Eine parlamentarische Anfrage befasste sich 2005 mit dem Vorgang.
Später fokussierte Hochmeister auf die digitale Erfassung der Präparate der historischen Sammlung des Instituts für Gerichtliche Medizin. Dabei wurde eine Dokumentation der Sammlung gemeinsam mit Ernst Hausner verfasst. Seit damals kennzeichnen die Lehrtätigkeit, Kurse zur Todesermittlung für Kriminalbeamte und Polizeischüler, Schulungen für Spitäler, Kurse für die Spurensicherung nach Sexualdelikten sowie Physikatskurse für Amtsärzte seine Hauptbetätigungsfelder. Er leistete wesentliche Beiträge zur öffentlichen und institutionellen Sensibilisierung über die Bedeutung forensischer Forschungs- und Ermittlungsmethoden. Die Initialzündung für die Errichtung einer DNA-Datenbank in Österreich war ein Vortrag von Manfred Hochmeister im Jahr 1992 im österreichischen Bundesministerium für Inneres.

## Wissenschaftliche Funktionen und Tätigkeiten
Hochmeister transkribierte und dokumentierte mit der Zitherspielerin Cornelia Mayer Anton Karas’ Zithermusik aus dem Film Der dritte Mann sowie dessen andere Kompositionen im Buch Eine Zithermelodie erobert die Welt: Der Wiener Heurigenmusiker Anton Karas und seine Zither.
Weiters engagiert er sich in Benefizveranstaltungen zugunsten von Kindern, Senioren sowie Menschen mit besonderen Bedürfnissen im Rahmen von Veranstaltungen, die wissenschaftlich recherchierte, für Kinder adaptierte Themen, aufbereiteten. Darüber hinaus kam es zur wissenschaftlichen (historischen und praxis-anwendungsorientierten) Beschäftigung mit alten Varietékünsten im Wiener Varietétheater Vindobona sowie in den Jahren 2016/2017 zur Mitarbeit am Projekt 250 Jahre Wiener Prater.
Mitwirkung in zahlreichen Fernsehbeiträgen (ORF) über österreichische Kriminalfälle („Tat-Sachen“). Mitwirkung in Dokumentarfilmen wie „Jack Unterweger - Der Serienmörder“

## Auszeichnungen
- 1991: 1. Preis der International Society for Forensic Haemogentics  für herausragende Arbeiten auf dem Gebiet der forensischen DNA-Analytik (erste DNA-Typisierung von Knochen, erste DNA-Typisierung von Zigarettenkippen)

## Veröffentlichungen

### Publikationen (Auswahl)
- Typing of Deoxyribonucleic Acid (DNA) Extracted from Compact Bone from Human Remains (zus. mit B. Budowle, U. Borer. et al.). In: Journal of Forensic Sciences, Vol. 36, No. 6, 1991, pp. 1649–1661, ISSN 0022-1198.
- PCR-based Typing of DNA extracted from Cigarette Butts (zus. mit B. Budowle, J. Jung. Et al). In: Int. J. Legal Med. 104, 1991, pp. 229–233.
- Umstellung der Abstammungsbegutachtung auf DNA-Analyse (zus. mit U. Borer, R. Dirnhofer). In: Beiträge Gerichtliche Medizin, Bd. L, 1991, S. 89–94.
- DNA-Technology in Forensic Applications In: Molecular Aspects of Medicine, 1995, Vol. 16, pp. 315–437.
- Forensische Medizin für Studium und Praxis (zus. mit Martin Grassberger u. Thomas Stimpfl). Wien 2007. ISBN 978-3851758597.
- Histopathologisches Praktikum. Wien 1989. ISBN 978-3-851755169.
- Pathologisch-Anatomisches Praktikum (zus. Mit J.H. Holzner), 1984, Wilhelm Maudrich, Wien-München-Bern.
- Einsatzmöglichkeiten der forensischen DNA-Technologie in der gynäkologischen Praxis In: Gynäkologisch-geburtshilfliche Rundschau 649, 1994.
- Tablettenreste im Mageninhalt? Eine polarisationsmikroskopische Suchmethode zur raschen Aussage am Sektionstisch (zus. mit R. Dirnhofer). In: Zeitschrift Rechtsmedizin. 103, 1990, S. 301–309.
- Using Multiplex PCR Amplification and Typing Kits for the Analysis of DNA Evidence in a Serial Killer Case (zur. mit B. Budowle, A. Eisenberg et al.). In: Journal of Forensic Sciences, Vol. 41, No. 1, 1996, pp. 155–162, ISSN 0022-1198.
- Evaluation of Prostate-Specific Antigen (PSA) Membrane Test Assays for the Forensic Identification of Seminal Fluid (zus. mit B. Budowle, O. Budin et al.). In: Journal of Forensic Sciences, Vol. 44, No. 5, 1999, pp. 1057–1060, ISSN 0022-1198.
- Validation Studies of an Immunochromatographic 1-Step Test for the Forensic Identification of Human Blood (zus. mit B. Budowle, R. Sparkes et al.). In: Journal of Forensic Sciences, Vol. 44, No. 3, 1999, pp. 597–602, ISSN 0022-1198.
- Effects of Presumptive Test Reagents on the Ability to Obtain Restriction Fragment Length Polymorphism (RFLP) Patterns from Human Blood and Semen Stains (zus. mit B. Budowle, F. Baechtel). In: Journal of Forensic Sciences, Vol. 36, No. 3, 1991, pp. 656–661, ISSN 0022-1198.
- Swiss population data on the loci HLA-DQα, LDLR, GYPA, HBGG, D7S8, Gc and D1S80 (zus. mit B. Budowle, U. Borer, R. Dirnhofer). In: Forensic Science International, Vol. 67, Issue 3, 1994, pp 175–184.
- Effects of Toluidine Blue and Destaining Reagents Used in Sexual Assault Examinations on the Ability to Obtain DNA Profiles from Postcoital Vaginal Swabs (zus. mit M. Whelan, U. Borer et al.). In: Journal of Forensic Sciences, Vol. 42, No. 2, 1997, pp. 316–319, ISSN 0022-1198.
- Eine Zithermelodie erobert die Welt (zus. mit Cornelia Mayer). Wien 2014. ISBN 978-3200034464.

### Lehrfilme für universitäre Lehre
- Über 100 Lehrfilme zur polizeilichen Kommissionierung bedenklicher Todesfälle

### Internationale Lehrfilme
- M. Hochmeister, J. Ferrell: Sexual Assault – The Health Care Response A complete Guide to the Evidence Collection of the Adult Sexual Assault Patient. ISBN 3-9521547-0-9
- M. Hochmeister, H. Lee, B. Budowle: DNA Evidence – Guidelines for Collection, Packaging and Preservation. ISBN 3-9521547-2-5
- M. Hochmeister, H. Lee, B. Budowle: Preuves par ADN – Directives de prelevement d'emballage et de conservation. ISBN 3-9521547-4-1
- M. Hochmeister, H. Lee, B. Budowle: Beweismittel DNA – Richtlinien zur Sicherung, Verpackung und Aufbewahrung ISBN 3-9521547-3-3